# Schloss Bärnstein
Schloss Bärnstein ist ein ehemaliges Schloss bei Grafenau im niederbayerischen Landkreis Freyung-Grafenau in Deutschland. Die Anlage wird als Bodendenkmal unter der Aktennummer D-2-7146-0001 im Bayernatlas als „untertägige Befunde im Bereich der abgegangenen mittelalterlichen Burg und des abgegangenen frühneuzeitlichen Schlosses Bärnstein. Untertägige Befunde der frühen Neuzeit im Bereich der Kapelle St. Katharina“ geführt. Ebenso ist es ein Baudenkmal in Grafenau mit der Aktennummer D-2-72-120-23.
Es stand im Südostteil der südwestlich von Grafenau gelegenen Ortschaft Bärnstein an der Kleinen Ohe. Von dem einst bedeutenden Schloss sind nur geringe Mauerreste und die später entstandene Schlosswirtschaft erhalten. Das heute als Schloss Bärnstein bezeichnete Gebäude entstand erst um 1890.

## Geschichte
Anfang des 12. Jahrhunderts erbauten die Edlen von Bernstein, die den Grafen von Formbach unterstanden, hier eine Burg. 1207 fiel sie an die Grafen von Hals, welche die Burg seit dem Aussterben der Bernsteiner gegen Ende des Jahrhunderts durch ihre Pfleger verwalten ließen. 1375 kam Johann Landgraf von Leuchtenberg in den Besitz der Grafschaft Hals. Am 7. Mai 1389 ließ er auf Bärnstein eine Schlosskapelle einweihen. 1417 gelangten Schloss und Amt Bärnstein zusammen mit Ranfels für 16.000 Gulden an Graf Etzel I. von Ortenburg. Dieser überließ die beiden Herrschaften 1438 für 30.000 Gulden dem Herzog Heinrich von Niederbayern.
Die Wittelsbacher machten Bärnstein zum Sitz eines Pflegers, der als Hauptmann vor dem Walde zugleich Leiter der militärischen Gebietsorganisation war und über ein Zeughaus verfügte. Während der folgenden Jahrhunderte wurde das Grafenauer Land durch das Landgericht Bärnstein verwaltet.
Franz von der Trenck besetzte im Österreichischen Erbfolgekrieg Anfang Februar 1742 mit seinen Panduren Bärnstein und plünderte von dort aus die Gegend. Als am 16. Juli 1742 einer seiner Hauptleute aus einem Hinterhalt erschossen wurde, ließ er das Schloss in Brand setzen und die Ruine einschließlich der Schlosskapelle sprengen.
An einer anderen Stelle erbaute man ein neues Pfleggerichtsgebäude, das am 6. Juli 1829 abbrannte. Bereits 1799 war der Sitz des Landgerichts Bärnstein nach Grafenau verlegt worden.

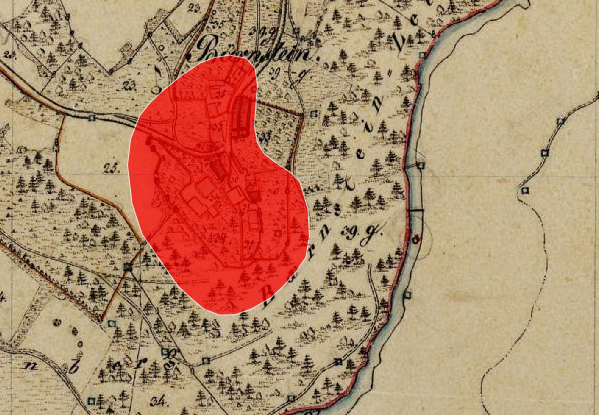
Lageplan von Schloss Bärnstein auf dem Urkataster von Bayern

## Beschreibung
Der Schlossbau stand auf einem nach Süden gerichteten, erhöhten Bergsporn aus Granit, 100 m über dem Klammeinschnitt der Kleinen Ohe. Nach der Zerstörung des Schlosses 1742 ist das Burgareal weitgehend überbaut worden. Auch der nach Nord-Nord-West abriegelnde, ehemals tiefe Halsgraben ist größtenteils aufgefüllt.
Das heute als Schloss Bärnstein bezeichnete Gebäude entstand um 1890 auf den Resten der Burg und diente nach einer Renovierung in den 1950er Jahren im Geschmack der damaligen Zeit bis Mitte 1980 als Pension. Das nicht denkmalgeschützte Gebäude stand 2019 zum Verkauf.